# Chamlang
Il Chamlang (7319 m s.l.m.) è una montagna situata nella parte meridionale del sottogruppo Mahalangur Himal dell'Himalaya nepalese, vicino a Makalu. La montagna fu scalata per la prima volta il 31 maggio 1962 da Soh Anma e Pasang Phutar.